# Paracycling-Straßenweltmeisterschaften 2021
Die Paracycling-Straßenweltmeisterschaften 2021 (2021 UCI Para-Cycling Road World Championships) fanden vom 9. bis 13. Juni 2021 im portugiesischen Cascais statt.
Ursprüngliche Terminierung war vom 25. bis 29. August 2021. Um eine Kollision mit den Sommer-Paralympics 2020 zu vermeiden, wurde der Termin vorverlegt.
An den Weltmeisterschaften nahmen insgesamt 305 Sportlerinnen und Sportler aus 39 Nationen teil, darunter 35 Piloten und Pilotinnen.

## Resultate

### Zeitfahren Klasse B
| Frauen – WB (33,6 km) |                                     |              |            |
| #                     | Fahrerin/Pilotin                    | Nationalität | Zeit (min) |
|                       | Lora Fachie/ Corrine Hall           | GBR          | 48:28,38   |
|                       | Katie-George Dunlevy/ Eve McCrystal | IRL          | + 0:31,00  |
|                       | Dominika Putyra/ Ewa Bankowska      | POL          | + 1:37,00  |

| Männer – MB (33,6 km) |                                        |              |            |
| #                     | Fahrer/Pilot                           | Nationalität | Zeit (min) |
|                       | Stephen Bate/ Adam Duggleby            | GBR          | 41:11,60   |
|                       | Alexandre Lloveras/ Corentin Ermenault | FRA          | + 0:08,00  |
|                       | Vincent ter Schure/ Timo Fransen       | NED          | + 0:08,00  |

### Straßenrennen Klasse B
| Frauen – WB (100,8 km) |                                     |              |          |
| #                      | Fahrerin/Pilotin                    | Nationalität | Zeit (h) |
|                        | Sophie Unwin/ Jenny Holl            | GBR          | 2:34:34  |
|                        | Katie-George Dunlevy/ Eve McCrystal | IRL          | gl. Zeit |
|                        | Lora Fachie/ Corrine Hall           | GBR          | gl. Zeit |

| Männer – MB (117,6 km) |                                     |              |          |
| #                      | Fahrer/Pilot                        | Nationalität | Zeit (h) |
|                        | Christian Venge/ Noel Martin Balbao | ESP          | 2:33:04  |
|                        | Vincent ter Schure/ Timo Fransen    | NED          | gl. Zeit |
|                        | Tristan Bangma/ Patrick Bos         | NED          | gl. Zeit |

### Zeitfahren Klasse C
| #             | Fahrerin             | Nationalität | Zeit (min) |
| ------------- | -------------------- | ------------ | ---------- |
| WC2 (16,8 km) |                      |              |            |
|               | Daniela Munevar      | COL          | 28:43,40   |
|               | Maike Hausberger     | GER          | + 0:25     |
|               | Flurina Rigling      | SUI          | + 0,38     |
| WC3 (16,8 km) |                      |              |            |
|               | Anna Beck            | SWE          | 26:34,60   |
|               | Elise Marc           | FRA          | + 0:30     |
|               | Denise Schindler     | GER          | + 1:13     |
| WC4 (25,2 km) |                      |              |            |
|               | Marie-Claude Molnar  | CAN          | 41:49,47   |
|               | Katell Alençon       | FRA          | + 2:00     |
|               | Elena Galkina        | RPC          | + 2:36     |
| WC5 (25,2 km) |                      |              |            |
|               | Sarah Storey         | GBR          | 29:41,90   |
|               | Crystal Lane-Wright  | GBR          | + 0:46     |
|               | Kerstin Brachtendorf | GER          | + 2:05     |

| #             | Fahrer                  | Nationalität | Zeit (min) |
| ------------- | ----------------------- | ------------ | ---------- |
| MC1 (16,8 km) |                         |              |            |
|               | Ricardo Ten Argiles     | ESP          | 24:31,64   |
|               | Michael Astaschow       | RPC          | + 0:05     |
|               | Michael Teuber          | GER          | + 0:36     |
| MC2 (25,2 km) |                         |              |            |
|               | Alexandre Leaute        | FRA          | 35:09,88   |
|               | Maurice Far Eckhard Tio | ESP          | + 0:11     |
|               | Arslan Gilmutdinow      | RPC          | + 0:39     |
| MC3 (33,6 km) |                         |              |            |
|               | Florian Bouziani        | FRA          | 48:14.26   |
|               | Matthias Schindler      | GER          | + 0,01     |
|               | Alejandro Perea         | COL          | + 0:49     |
| MC4 (33,6 km) |                         |              |            |
|               | George Peasgood         | GBR          | 45:02,52   |
|               | Cody Jung               | USA          | + 1:45     |
|               | Diego Duenas            | COL          | + 2:21     |
| MC5 (33,6 km) |                         |              |            |
|               | Daniel Abraham Gebru    | NED          | 43:22,98   |
|               | Dorian Foulon           | FRA          | + 0:03     |
|               | Lauro Chaman            | BRA          | gl. Zeit   |

### Straßenrennen Klasse C
| #                      | Fahrerin             | Nationalität | Zeit (h) |
| ---------------------- | -------------------- | ------------ | -------- |
| Frauen – WC2 (58,8 km) |                      |              |          |
|                        | Maike Hausberger     | GER          | 1:43:31  |
|                        | Flurina Rigling      | SUI          | + 0:04   |
|                        | Daniela Munevar      | COL          | + 3:10   |
| Frauen – WC3 (58,8 km) |                      |              |          |
|                        | Anna Beck            | SWE          | 1:40:07  |
|                        | Denise Schindler     | GER          | gl. Zeit |
|                        | Daphne Schrager      | GBR          | + 3:30   |
| Frauen – WC4 (67,2 km) |                      |              |          |
|                        | Marie-Claude Molnar  | CAN          | 1:56:17  |
|                        | Elena Galkina        | RPC          | + 5:25   |
|                        | Katell Alençon       | FRA          | + 7:33   |
| Frauen – WC5 (67,2 km) |                      |              |          |
|                        | Sarah Storey         | GBR          | 1:52:01  |
|                        | Kerstin Brachtendorf | GER          | gl. Zeit |
|                        | Alina Punina         | RPC          | gl. Zeit |

| #                      | Fahrer              | Nationalität | Zeit (h) |
| ---------------------- | ------------------- | ------------ | -------- |
| Männer – MC1 (67,2 km) |                     |              |          |
|                        | Pierre Senska       | GER          | 1:46:16  |
|                        | Ricardo Ten Argilés | ESP          | gl. Zeit |
|                        | Michail Astaschow   | RPC          | gl. Zeit |
| Männer – MC2 (66,6 km) |                     |              |          |
|                        | Alexandre Leaute    | FRA          | 1:39:48  |
|                        | Arslan Gilmutdinowa | RUS          | gl. Zeit |
|                        | Ewoud Vromant       | BEL          | gl. Zeit |
| Männer – MC3 (67,2 km) |                     |              |          |
|                        | Fabio Anobile       | ITA          | 1:50:56  |
|                        | Stijn Boersma       | NED          | gl. Zeit |
|                        | Finlay Graham       | GBR          | gl. Zeit |
| Männer – MC4 (92,4 km) |                     |              |          |
|                        | Patrik Kuril        | SVK          | 2:05:49  |
|                        | George Peasgood     | RUS          | + 0:04   |
|                        | Ronan Grimes        | IRL          | + 2:47   |
| Männer – MC5 (92,4 km) |                     |              |          |
|                        | Lauro Chaman        | BRA          | 2:05:47  |
|                        | Jehor Dementjew     | UKR          | gl. Zeit |
|                        | Kévin Le Cunff      | FRA          | + 1:20   |

### Zeitfahren Klasse T
| #                     | Fahrerin              | Nationalität | Zeit (min) |
| --------------------- | --------------------- | ------------ | ---------- |
| Frauen – T1 (16,8 km) |                       |              |            |
|                       | Shelley Gautier       | CAN          | 40:24,19   |
|                       | Julia Sibagatowa      | RPC          | + 2:05,00  |
| Frauen – T2 (16,8 km) |                       |              |            |
|                       | Angelika Dreock-Käser | GER          | 33:31,10   |
|                       | Jana Majunke          | GER          | + 0:07,00  |
|                       | Jill Walsh            | USA          | + 0:21,00  |

| #                     | Fahrer                | Nationalität | Zeit (min) |
| --------------------- | --------------------- | ------------ | ---------- |
| Männer – T1 (16,8 km) |                       |              |            |
|                       | Giorgio Farrino       | ITA          | 31:33,94   |
|                       | Gonzalo Garcia Abella | ESP          | + 1:11,00  |
|                       | Petr Berger           | CZE          | + 5:39,00  |
| Männer – T2 (16,8 km) |                       |              |            |
|                       | Joan Reinoso          | ESP          | 28:33,12   |
|                       | Matthew Rodriguez     | USA          | + 0:28,00  |
|                       | Dennis Connors        | USA          | + 0:43,00  |

### Straßenrennen Klasse T
| #                      | Fahrerin              | Nationalität | Zeit (min) |
| ---------------------- | --------------------- | ------------ | ---------- |
| Frauen – WT1 (25,2 km) |                       |              |            |
|                        | Shelley Gautier       | CAN          | 1:05:27    |
|                        | Julia Sibagatowa      | RUS          | + 2:44     |
| Frauen – WT2 (27,2 km) |                       |              |            |
|                        | Jana Majunke          | GER          | 1:07:06    |
|                        | Jill Walsh            | USA          | gl. Zeit   |
|                        | Angelika Dreock-Käser | GER          | gl. Zeit   |

| #                      | Fahrer                       | Nationalität | Zeit (min) |
| ---------------------- | ---------------------------- | ------------ | ---------- |
| Männer – MT1 (22,2 km) |                              |              |            |
|                        | Giorgio Farroni              | ITA          | 49:30      |
|                        | Gonzalo Garcia Abella        | ESP          | + 3:43     |
|                        | Petr Berger                  | CZE          | + 7:57     |
| Männer – MT2 (- km)    |                              |              |            |
|                        | Tim Celen                    | BEL          | 1:01:12    |
|                        | Juan Jose Betancourt Quiroga | COL          | gl. Zeit   |
|                        | Joan Reinoso Figuerola       | ESP          | + 0:02     |

### Zeitfahren Klasse H
| #                      | Fahrerin               | Nationalität | Zeit (min) |
| ---------------------- | ---------------------- | ------------ | ---------- |
| Frauen – WH1 (16,8 km) |                        |              |            |
|                        | Simona Canipari        | ITA          | 1:00:08,69 |
| Frauen – WH2 (16,8 km) |                        |              |            |
|                        | Roberta Amadeo         | ITA          | 41:10,14   |
| Frauen – WH3 (16,8 km) |                        |              |            |
|                        | Francesca Porcellato   | ITA          | 28:38,17   |
|                        | Annika Zeyen           | GER          | + 0:21     |
|                        | Renata Kaluza          | POL          | + 1:01     |
| Frauen – WH4 (16,8 km) |                        |              |            |
|                        | Jennette Jansen        | NED          | 27:49,42   |
|                        | Swetlana Moschkowitsch | RPC          | + 1:25     |
|                        | Sandra Graf            | SUI          | + 1:47     |
| Frauen – WH5 (25,2 km) |                        |              |            |
|                        | Chantal Haenen         | NED          | 28:59,12   |
|                        | Ana Maria Vitelaru     | ITA          | + 0:23     |
|                        | Katia Aere             | ITA          | + 0:52     |

| #                      | Fahrer                                 | Nationalität | Zeit (min) |
| ---------------------- | -------------------------------------- | ------------ | ---------- |
| Männer – MH1 (16,8 km) |                                        |              |            |
|                        | Fabrizio Cornegliani                   | ITA          | 36:44,80   |
|                        | Nicolas Pieter du Preez                | RSA          | + 1:42     |
|                        | Maxime Hordies                         | BEL          | + 3:17     |
| Männer – MH2 (16,8 km) |                                        |              |            |
|                        | Luca Mazzone                           | ITA          | 27:41,20   |
|                        | Sergio Garrote                         | ESP          | + 0:36     |
|                        | Florian Jouanny                        | FRA          | + 2:09     |
| Männer – MH3 (25,2 km) |                                        |              |            |
|                        | Paolo Cecchetto                        | ITA          | 37:59,20   |
|                        | Luis Miguel Garcia-Marquina Cascallana | ESP          | + 0:36     |
|                        | Vico Merklein                          | GER          | + 0:52     |
| Männer – MH4 (25,2 km) |                                        |              |            |
|                        | Jetze Plat                             | NED          | 35:27,10   |
|                        | Thomas Frühwirth                       | AUT          | + 0:35     |
|                        | Alexander Gritsch                      | AUT          | + 1:34     |
| Männer – MH5 (25,2 km) |                                        |              |            |
|                        | Mitch Valize                           | NED          | 36:01,84   |
|                        | Loïc Vergnaud                          | FRA          | + 0:22     |
|                        | Gary O’Reilly                          | IRL          | + 1:55     |

### Straßenrennen Klasse H
| #                      | Fahrerin             | Nationalität | Zeit (h) |
| ---------------------- | -------------------- | ------------ | -------- |
| Frauen – WH1 (25,2 km) |                      |              |          |
|                        | Simona Canipari      | ITA          | 1:46:23  |
| Frauen – WH2 (42,0 km) |                      |              |          |
|                        | Roberta Amadeo       | ITA          | 1:41:15  |
| Frauen – WH3 (58,8 km) |                      |              |          |
|                        | Annika Zeyen         | GER          | 1:50:56  |
|                        | Francesca Porcellato | ITA          | gl. Zeit |
|                        | Renata Kaluza        | POL          | + 0:09   |
| Frauen – WH4 (58,8 km) |                      |              |          |
|                        | Jennette Jansen      | NED          | 1:49:49  |
|                        | Sandra Stöckli       | SUI          | + 2:03   |
|                        | Silke Pan            | SUI          | + 2:18   |
| Frauen – WH5 (58,8 km) |                      |              |          |
|                        | Chantal Haenen       | NED          | 2:03:33  |
|                        | Ana Maria Vitelaru   | ITA          | gl. Zeit |
|                        | Katia Aere           | ITA          | + 0:04   |

| #                      | Fahrer                                 | Nationalität | Zeit (h) |
| ---------------------- | -------------------------------------- | ------------ | -------- |
| Männer – MH1 (51,8 km) |                                        |              |          |
|                        | Maxime Hordies                         | BEL          | 1:33:23  |
|                        | Fabrizio Cornegliani                   | ITA          | + 04:49  |
|                        | Teppo Polvi                            | FIN          | + 14:04  |
| Männer – MH2 (50,4 km) |                                        |              |          |
|                        | Luca Mazzone                           | ITA          | 1:29:04  |
|                        | Sergio Garrote                         | ESP          | + 0:04   |
|                        | Florian Jouanny                        | FRA          | + 2:03   |
| Männer – MH3 (67,2 km) |                                        |              |          |
|                        | Riadh Tarsim                           | FRA          | 1:48:29  |
|                        | Vico Merklein                          | GER          | gl. Zeit |
|                        | Luis Miguel García-Marquina Cascallana | ESP          | gl. Zeit |
| Männer – MH4 (67,2 km) |                                        |              |          |
|                        | Jetze Plat                             | NED          | 1:37:48  |
|                        | Thomas Frühwirth                       | AUT          | + 0:28   |
|                        | Fabian Recher                          | SUI          | + 3:44   |
| Männer – MH5 (67,2 km) |                                        |              |          |
|                        | Mitch Valize                           | NED          | 1:46:26  |
|                        | Loïc Vergnaud                          | FRA          | gl. Zeit |
|                        | Tim de Vries                           | NED          | + 1:34   |

### Handbiker-Staffel
| Mixed-Staffel (9 x 1,98 km; insgesamt 17,82 km) |                                                                                 |      |            |
| Platz                                           | Sportler                                                                        | Land | Zeit (min) |
|                                                 | Diego Colombari Luca Mazzone Paolo Cecchotto                                    | ITA  | 23:29      |
|                                                 | Israel Rider Ibañez Sergio Garrote Muñoz Luis Miguel García-Marquina Cascallana | ESP  | + 0:17     |
|                                                 | Annika Zeyen Bernd Jeffré Vico Merklein                                         | GER  | + 0:38     |

## Medaillenspiegel
| Rang  | Land               | Gold | Silber | Bronze | Gesamt |
| ----- | ------------------ | ---- | ------ | ------ | ------ |
| 1     | Italien            | 13   | 4      | 2      | 19     |
| 2     | Niederlande        | 9    | 2      | 3      | 14     |
| 3     | Großbritannien     | 6    | 2      | 3      | 11     |
| 4     | Deutschland        | 5    | 7      | 6      | 18     |
| 5     | Frankreich         | 4    | 6      | 4      | 14     |
| 6     | Kanada             | 4    | –      | –      | 4      |
| 7     | Spanien            | 3    | 8      | 2      | 13     |
| 8     | Schweden           | 2    | –      | –      | 2      |
| 9     | Kolumbien          | 1    | 1      | 3      | 5      |
| 10    | Südafrika          | 1    | 1      | –      | 2      |
| 11    | Belgien            | 1    | –      | 3      | 4      |
| 12    | Brasilien          | 1    | –      | 1      | 2      |
| 13    | Slowakei           | 1    | –      | –      | 1      |
| 14    | RPC                | –    | 6      | 4      | 10     |
| 15    | Vereinigte Staaten | –    | 3      | 2      | 5      |
| 16    | Schweiz            | –    | 2      | 4      | 6      |
| 17    | Irland             | –    | 2      | 2      | 4      |
| 18    | Österreich         | –    | 2      | 1      | 3      |
| 19    | Ukraine            | –    | 1      | –      | 1      |
| 20    | Polen              | –    | –      | 3      | 3      |
| 21    | Tschechien         | –    | –      | 2      | 2      |
| Total | Total              | 51   | 47     | 45     | 143    |